# (7000) Curie
(7000) Curie es un asteroide perteneciente al cinturón de asteroides descubierto por Fernand Rigaux desde el Real Observatorio de Bélgica, en Uccle, el 6 de noviembre de 1939.

## Designación y nombre
Curie recibió inicialmente la designación de 1939 VD.
Posteriormente, en 1996, se nombró en honor de la física francesa de origen polaco Marie Curie(1867-1934) y de su esposo   Pierre Curie .

## Características orbitales
Curie está situado a una distancia media de 2,464 ua del Sol, pudiendo acercarse hasta 1,816 ua y alejarse hasta 3,112 ua. Tiene una inclinación orbital de 9,872 grados y una excentricidad de 0,2629. Emplea 1413 días en completar una órbita alrededor del Sol. El movimiento de Curie sobre el fondo estelar es de 0,2549 grados por día.

## Características físicas
La magnitud absoluta de Curie es 12,7.